# Număr Rayleigh
În dinamica fluidelor și transmiterea căldurii numărul Rayleigh (Ra) este un număr adimensional, numit după fizicianul englez John William Strutt Rayleigh, asociat cu convecția liberă. Numărul caracterizează regimul de curgere al fluidului: o valoare dintr-un interval de numere mici denotă o curgere laminară; o valoare dintr-un interval de numere mari denotă o curgere turbulentă. Sub o anumită valoare, critică, nu există mișcare a fluidului, iar transmiterea căldurii se face în special prin conducție. Pentru numere mari transmiterea căldurii se face în special prin convecție. În majoritatea aplicațiilor inginerești numărul Rayleigh este mare, undeva în jurul a 106–108.
Numărul Rayleigh este definit ca produsul dintre numărul Grashof, Gr, care descrie relația dintre flotabilitate și viscozitate într-un fluid, și numărul Prandtl, Pr, care descrie relația dintre difuzivitatea impulsului și difuzivitatea termică, Ra = Gr·Pr. Prin urmare, poate fi privit și ca raportul dintre forțele arhimedice și cele de viscozitate, înmulțit cu raportul dintre viscozitate și difuzivitatea termică: Ra = A/μ × ν/λ. Este strâns legat de numărul Nusselt, Nu.

## Obținere
Numărul Rayleigh descrie comportamentul fluidelor (cum ar fi apa sau aerul) atunci când densitatea masică a fluidului este neuniformă. Diferențele de densitate a masei sunt de obicei cauzate de diferențele de temperatură. De obicei, un fluid se dilată și devine mai puțin dens pe măsură ce este încălzit. Gravitația face ca părțile mai dense ale fluidului să se scufunde, fenomen care determină o convecție. Lordul Rayleigh a studiat cazul convecției Rayleigh–Bénard⁠(d). Când la un fluid numărul Rayleigh, Ra, este sub o valoare critică, nu există curgere și transferul de căldură se face exclusiv prin conducție; când depășește această valoare, căldura este transmisă prin convecție liberă.
Când diferența de densitate masică este cauzată de diferența de temperatură, Ra este, prin definiție, raportul dintre scara de timp pentru transportul termic difuziv și scara de timp pentru transportul termic convectiv la viteza {\displaystyle u}:
{\displaystyle \mathrm {Ra} ={\frac {\text{scara de timp pentru transportul termic difuziv}}{{\text{ scara de timp pentru transportul termic convectiv la viteza}}~u}}}
Asta înseamnă că numărul Rayleigh este un tip de număr Péclet. Pentru un volum de fluid de dimensiune {\displaystyle l} în toate cele trei dimensiuni și cu o diferență de densitate masică {\displaystyle \Delta \rho }, forța datorată gravitației este de ordinul {\displaystyle \Delta \rho l^{3}g}, unde {\displaystyle g} este accelerația datorată gravitației. Din ecuația lui Stokes⁠(d), atunci când volumul de fluid se scufundă, rezistența viscoasă este de ordinul {\displaystyle \eta lu}, unde {\displaystyle \eta } este viscozitatea dinamică a fluidului. Când aceste două forțe se egalează, viteza {\displaystyle u\sim \Delta \rho l^{2}g/\eta }. Astfel, scara de timp pentru transportul prin curgere este {\displaystyle l/u\sim \eta /\Delta \rho lg}. Scara de timp pentru difuzia termică pe o distanță {\displaystyle l} este {\displaystyle l^{2}/a}, unde {\displaystyle a} este difuzivitatea termică. Astfel, numărul Rayleigh, Ra este:
{\displaystyle \mathrm {Ra} ={\frac {l^{2}/a}{\eta /\Delta \rho lg}}={\frac {\Delta \rho l^{3}g}{\eta a}}={\frac {\rho \beta \Delta Tl^{3}g}{\eta a}}}
unde diferența de densitate masică a fost aproximată prin {\displaystyle \Delta \rho =\rho \beta \Delta T} pentru un fluid cu densitate masică medie {\displaystyle \rho }, coeficient de dilatare termică {\displaystyle \beta } și o diferență de temperatură {\displaystyle \Delta T} pe distanța {\displaystyle l}.
Numărul Rayleigh poate fi scris ca produs dintre numărul Grashof și numărul Prandtl:
{\displaystyle \mathrm {Ra} =\mathrm {Gr} \cdot \mathrm {Pr} }

## Definiția clasică
Pentru convecția liberă în apropierea unui perete vertical, numărul Rayleigh este definit ca:
{\displaystyle \mathrm {Ra} _{x}={\frac {g\beta }{\nu a}}(T_{s}-T_{f})x^{3}=\mathrm {Gr} _{x}\mathrm {Pr} }
unde:
x este lungimea caracteristică (practic înălțimea), [m],
Rax este numărul Rayleigh pentru lungimea caracteristică x, [-],
g este accelerația gravitațională, [m/s2],
β este coeficientul de dilatare volumică (pentru gaze ideale egal cu 1/T), [1/K],
{\displaystyle \nu } este viscozitatea cinematică, [m2/s],
a este difuzivitatea termică, [m2/s],
Ts este temperatura suprafeței, [K],
Tf este temperatura fluidului departe de suprafața obiectului, [K],
Grx este numărul Grashof pentru lungimea caracteristică x, [-],
Pr este numărul Prandtl.
În această relație proprietățile fluidului Pr, ν, a și β se iau la temperatura stratului limită, care este definită ca:
{\displaystyle T={\frac {T_{s}+T_{f}}{2}}}
Pentru un flux uniform de încălzire a peretelui, numărul Rayleigh modificat este definit ca:
{\displaystyle \mathrm {Ra} _{x}^{*}={\frac {g\beta q''_{o}}{\nu a\lambda }}x^{4}}
unde:
{\displaystyle q''_{o}} este fluxul de căldură uniform la suprafață, [W/m2],
{\displaystyle \lambda } este conductivitatea termică a fluidului, [W/mK].